# Juan Pérez de la Serna
Juan Pérez de la Serna (Cervera del Llano hacia 1573 - Zamora, 8 de agosto de 1631). Arzobispo-Obispo de Zamora y anteriormente Arzobispo de México. 
Llegó a su sede en 1613 y pronto cobró fama de docto y celoso. En 1619 deseando evitar desórdenes, impulsó la excomunión a quienes transitaran del Convento de San Francisco al Humidallero (glorieta de Carlos IV) después de las oraciones de la noche de los viernes de Cuaresma. Siendo esta de orden civil, entró en conflicto con la Audiencia.

## Biografía
Juan Pérez de la Serna nació hacia 1573 en Cervera del Llano, provincia de Cuenca. Fue colegial de san Antonio de Sigüenza, catedrático en el colegio de Durango de esa ciudad y canónigo en Zamora. El 13 de mayo de 1613 fue nombrado por el rey de España, y confirmado por el Papa Pablo V, como séptimo Arzobispo de México. En México convocó al III Concilio Provincial y se fundaron durante su gestión 15 conventos, iglesias, hospitales y ermitas. 
En 1621 el Virrey Don Diego Carrillo de Mendoza y Pimentel, Marqués de Gelves y Conde de Priego, advirtió al Prelado que no concediese anulaciones con excesiva facilidad, ni recibiera regalos, ni vendiera a altos precios en una carnicería de su propiedad. Esto extremó la animosidad entre los poderes, pero la ocasión para la ruptura violenta se presentó en 1622 con el motivo del juicio contra Melchor Pérez de Baráiz e Ibero, Alcalde Mayor de Metepec y, al mismo tiempo, Corregidor de la Ciudad de México, acusado de monopolio y granjerías ilícitas, quien se refugió en el convento de Santo Domingo cuando se trató de aprehenderlo. Los jueces pusieron guardias que lo vigilasen, pero el Arzobispo, invocando la inmunidad eclesiástica, excomulgó a los jueces, al escribano y a los soldados; Mientras, el notario de la arquidiócesis y un grupo de Clérigos, armas en mano, irrumpían en la sala de acuerdos exigiendo la entrega de los actos judiciales. La audiencia acudió al Arzobispo de Puebla, quien siendo juez apostólico para estos casos, confió a un fraile dominico la tarea de absolver a los excomulgados.
Pérez de la Serna mandó tocar entredicho general en todos los templos por varios días, cerró los templos y, el 11 de enero de 1624, se hizo conducir en silla de manos al Palacio Virreinal, al frente de una enardecida multitud, y el Marqués de Gelves, de acuerdo con los oidores, se vio precisado a desterrarlo. Cuándo llegó a San Juan Teotihuacán, el Arzobispo excomulgo al Virrey y a los miembros de la audiencia, reiteró el entredicho a la Ciudad y envió clérigos que recorrieran a caballo las calles de la capital a los gritos de "¡Viva Cristo!" y "¡Muera el mal gobierno del hereje luterano!". Tres oidores revocaron la orden del destierro, pero el Marqués los tomó presos por desacato; y el día 14 la multitud puso fuego al Palacio y el Virrey huyó disfrazado, refugiándose en el convento de San Francisco. Pérez de Baráiz fue absuelto; y Carrillo de Mendoza y Pimentel, depuesto. El arzobispo se autoproclamó como virrey desde el 15 de enero hasta el 3 de noviembre del corriente en que tomaría posesión del reino el III marqués de Cerralbo. 
Siguiendo las órdenes del rey, cuando Cerralbo llegó a Nueva España ordenó la inmediata remoción del arzobispo rebelde y restableció a Gelves como virrey por dos días no más (del 31 de octubre al 3 de noviembre) como muestra de que la autoridad del soberano estaba por encima de cualquier grupo social, económico y hasta religioso de la Nueva España. El arzobispo fue trasladado a la Diócesis de Zamora, en España, el 19 de julio de 1627. Falleció en Zamora en 1631.
Dedicó el templo de Guadalupe, llamado artesonado, en 1622, el cual se había comenzado en 1609.